# Lu Xun (schrijver)
Lu Xun (Shaoxing, 25 september 1881 - Shanghai, 19 oktober 1936), pseudoniem van Zhou Shuren, was een van de beroemdste Han-Chinese schrijvers van de twintigste eeuw, en ook een van de eerste schrijvers die schreef in een taal die dicht bij de Chinese spreektaal stond, in plaats van in het klassiek Chinees. Hij schreef verhalen, gedichten, essays en vertalingen. Zijn werk is vaak zeer kritisch jegens gangbare maatschappelijke en ethische opvattingen. In oudere Nederlandse publicaties van en over zijn werk, wordt zijn naam soms gespeld als Loe Sjuun, Loe Siuun, Lu Hsun of Lu Sun.

## Biografie
Lu Xun werd in 1881 in Shaoxing in de provincie Zhejiang geboren als Zhou Shuren 周树人. Hij was de oudste van drie broers. Zijn jongere broers heten Zhou Zuoren (1885-1967), zelf ook schrijver en vertaler, en Zhou Jianren (1888-1984), bioloog en politicus. Zijn familie behoorde tot een aanzienlijk geslacht van ambtenaren en geleerden, was oorspronkelijk behoorlijk rijk, maar verloor door de mislukte carrière van Lu Xuns grootvader Zhou Fuqing zowel haar rijkdom als haar aanzien.
Lu Xun ging naar een van de beste scholen in Shaoxing, en later naar de Zeevaartacademie en de Spoorwegen- en Mijnbouwacademie in Nanjing. Hier leerde hij Engels en Duits, en maakte hij bovendien kennis met westerse wetenschap en ideeën. In 1902 ging Lu Xun naar Japan, waar hij na Japans te hebben geleerd medicijnen ging studeren aan de Sendai-universiteit. Dat bleek geen goede keus, en na een jaar ging Lu Xun terug naar Tokio. Hij besloot dat het belangrijker was 'gedachten te genezen' dan lichamen, en werd schrijver.
In 1906 trouwde Lu Xun in Shaoxing met Zhu An, maar dit was een gearrangeerd huwelijk, van liefde of enig huwelijksleven was geen sprake.
Vanaf 1906 publiceerde Lu Xun in Tokio, soms in samenwerking met zijn jongere broer Zhou Zuoren, verschillende essays en vertalingen. Deze werden echter geen succes. Hij heeft onder meer vertalingen gemaakt van Russische literatuur; hij heeft ook de Chinese vertalingen verzorgd van De kleine Johannes van Frederik van Eeden en enkele Ideeën van Multatuli.
In 1909 kwam Lu Xun terug naar China, waar hij lesgaf in Hangzhou en Shaoxing. Na de revolutie in 1911 werd hij ambtenaar bij het Ministerie van Onderwijs, aanvankelijk in Nanking, later in Peking. Zijn eerste baas was Cai Yuanpei, die later rector werd van de Universiteit van Peking.
Het was samen met mensen van deze universiteit dat Lu Xun een van zijn beroemdste verhalen publiceerde, Dagboek van een gek. Vanaf die tijd publiceerde hij vele verhalen, essays en vertalingen, en werd hij steeds beroemder. Lu Xuns verhalen en essays zijn, behalve maatschappijkritisch, doortrokken van pessimisme over het bestaan. Naast het schrijven gaf Lu Xun les op de Universiteit van Peking, en was hij redacteur van verschillende literaire tijdschriften.
Hoewel hij nooit van Zhu An was gescheiden, leefde Lu Xun vanaf 1927 samen met Xu Guangping, zij werd al snel als zijn vrouw beschouwd.
Door zijn kritische ideeën werd het in 1926, toen de stad in handen viel van de krijgsheer Zhang Zuolin, te gevaarlijk voor Lu Xun om in Peking te blijven. Via Xiamen en Kanton kwam hij uiteindelijk in Shanghai terecht, waar hij veilig was in de buitenlandse concessies. Hier bleef hij tot zijn dood.
Lu Xun stierf in 1936 in Shanghai aan tuberculose. Over zijn doodskist was een doek gedrapeerd waarop stond 'de ziel van de natie', duizenden woonden zijn begrafenis bij.

## Communisme
Vanaf 1926 steunde Lu Xun de Chinese Communistische Partij soms, hoewel hij er nooit lid van is geworden. Destijds werd China bestuurd door de Kwomintang. Lu Xun was openlijk dissident, maar werd door zijn bekendheid beschermd. Het gezag van de communistische partij in literaire aangelegenheden heeft hij nooit willen erkennen.
Na zijn dood is Lu Xun door de communistische partij verheerlijkt, hoewel deze partij tijdens de literaire polemieken die in 1928 en 1936 werden gevoerd, geprobeerd heeft hem de wet voor te schrijven en het niet onaannemelijk is dat Lu Xun, die de oude Chinese maatschappij en de Kwomintang bekritiseerde, ook de communistische regering zou hebben bekritiseerd als hij langer geleefd zou hebben.
Er zijn twee Lu Xun-musea, één in Shanghai en één in Peking. In beide musea moet de bezoeker erop bedacht zijn dat het beeld dat van Lu Xun gegeven wordt is bijgekleurd in communistische tinten.

### Korte verhalen
- (1909) - (zh)  Huaijiu 《怀旧》 (Terugkeer naar het verleden). Het eerste korte verhaal van Lu Xun (nog in het klassiek Chinees) verscheen in Xiaoshuo yuebao 《小說月報》 (Maandblad voor korte verhalen). Pas in 1934 maakte Lu Xun bekend dat hij de auteur was. Het verhaal werd opgenomen in Jiwai ji shiyi 《集外集拾遺》 (Aanvulling op de verzameling addenda), Shanghai (Lu Xun quanji chubanshe), 上海 (魯迅全集出版社), 1938, ISBN 7020016057.
- (1909) - (zh)  Yuwai xiaoshuoji 《域外小说集》 (Verzameling korte verhalen uit het buitenland), Shanghai (Yizhe kan), 上海 (译者刊), 2 delen, ISBN 7801489977. Vertaling vanuit het Duits van verhalen uit Oost-Europa.
- (1923) - (zh)  Nahan 《吶喊》 (Te wapen), Peking (Xinchao she), 北京 (新潮社), ISBN 9620744241.
  - Bevat 14 korte verhalen geschreven tussen 1918 en 1922: Kuangren riji 《狂人日记》 (Het dagboek van een gek, 1918); Kong Yiji 《孔乙己》 (Kong Yiji, 1919); Yao 《藥》 (De medicijn, 1919); Mingtian 《明天》 (Morgen, 1920); Jiyian xiaoshi 《一件小事》 (Een onbetekenend voorval), 1920); Toufa de gushi 《頭髮的故事》 (Een verhaal over haar, 1920); Fengbo 《風波》 (Deining, 1920); Guxiang 《故鄉》 (Mijn geboortestreek, 1921); A Q zhengzhuan 《阿Ｑ正傳》 (De ware geschiedenis van A Q, 1922); Duanwujie 《端午節》 (De vijfde van de vijfde, 1922); Bai guang 《白光》 (Het witte licht, 1922); Tu he mao 《兔和貓》 (Konijnen en katten, 1922); Ya de xiju 《鴨的戲劇》 (Eendenkomedie, 1922); Shexi 《社戲》 (Dorpsopera, 1922).
  - (1960) - (en)  Call to Arms, Peking (Foreign Languages Press), ISBN 711902695X. Engelse vertaling van Nahan door Yang Hsien-yi (Yang Xianyi) en Gladys Yang.
- (1926) - (zh) Panghuang 《彷徨》 (Zwerftocht), Peiping (Beixin shudian), 北京 (北新書店), ISBN 7530640410.
  - Bevat 11 korte verhalen geschreven tussen 1924 en 1925: Zhufu 《祝福》 (Het nieuwjaarsoffer, 1924); Zai jiulou shang 《在酒樓上》 (In het wijnhuis, 1924); Xingfu de jia 《幸福的家庭》 (Een gelukkig gezin, 1924); Feizao 《肥皂》 (Zeep, 1924); Changmingdeng 《長明燈》 (De eeuwige lamp, 1925); Shi zong 《示衆》 (Tot lering en vermaak, 1925); Gao laofuzi 《高老夫子》 (De weledelgeleerde heer Gao, 1925); Gu du zhe 《孤獨者》 (De eenzame, 1925); Shangshi 《傷逝》 (De wroeging, 1925); Dixiong 《弟兄》 (De broers, 1925); Lihun 《離婚》 (De echtscheiding, 1925).
  - (1960) - (en)  Wandering, Peking (Foreign Languages Press), ISBN 7119026968. Engelse vertaling van Panghuang door Yang Hsien-yi (Yang Xianyi) en Gladys Yang.
- (1927) - (zh)  Yecao 《野草》(Onkruid), Peiping (Beixin shuju), 北京 (北新書局), ISBN 7530639528. Bevat 23 prozagedichten die zijn geschreven tussen september 1924 en april 1926.
  - (1960) - (en)  Wild Grass, Peking (Foreign Languages Press), ISBN 7119026941. Engelse vertaling van Yecao door Yang Hsien-yi (Yang Xianyi) en Gladys Yang.
- (1928) - (zh)  Zhaohua xishi 《朝花夕拾》(Ochtendbloemen 's avonds geplukt), Peiping (Beixin shuju), 北平 (北新書局), ISBN 7540225432.
  - Omvat tien autobiografische verhalen: Ershisi xiao tu 《二十四孝圖》 (De vierentwintig voorbeelden van kinderlijke liefde); Wu chang hui 《五猖會》 (De jaarmarkt bij de tempel van de Vijf Uitzinnigen); A Chang yu Shanhaijing 《阿長與山海經》 (A Chang en Het boek van de bergen en zeeën); Cong Baicaoyuan dao Sanwei shuwu 《從百草園到三味書屋》 (Van de Tuin met de Honderd Planten naar de school De Drie Smaken); Fan Ainong 《范愛農》 (Fan Ainong); Fuqin de bing 《父親的病》 (Vaders ziekte); Gou mao shu 《狗‧貓‧鼠》 (Hond kat en muis); Suoji 《瑣記》(Losse notities); Teng ye xiansheng 《藤野先生》 (Mijnheer Fujino); Wuchang 《無常》 (Onbestendig is het leven).
  - (1960) - (en)  Dawn Blossoms Plucked at Dusk, Peking (Foreign Languages Press), ISBN 7119026976. Engelse vertaling van Zhaohua xishi door Yang Hsien-yi (Yang Xianyi) en Gladys Yang.
- (1936) - (zh)  Gushi Xinbian 《故事新编》(Oude gebeurtenissen opnieuw verteld), Shanghai (Wenhuashenghuo chubanshe), 上海 (文化生活出版社), ISBN 7020055249.
  - Acht Chinese mythen en legenden die op satirische wijze opnieuw zijn verteld: Bu tian 《補天》 (De gescheurde hemel, 1922); Ben yue 《奔月》 (Vliegen naar de maan, 1926); Li shui 《理水》 (Bestrijding van de overstroming, 1935); Cai wei 《采薇》 (Het verzamelen van de wikke, 1935); Zhu jian 《铸剑》 (Hoe het zwaard gesmeed werd, 1926); Chu guan 《出關》 (Bij het verlaten van de pas, 1935); Fei gong 《非攻》 (Verzet tegen agressie, 1934); Qi si 《起死》 (Opstanding van de doden, 1935).
  - (1960) - (en)  Old Tales Retold, Peking (Foreign Languages Press), ISBN 7119026992. Engelse vertaling van Gushi Xinbian door Yang Hsien-yi (Yang Xianyi) en Gladys Yang.

### Zelfgeselecteerde bloemlezing
- (1933) - (zh)  Lu Xun zi xuanji 《魯迅自選集》 (Zelf geselecteerde bloemlezing), Shanghai (Tian ma shudian), 上海 (天馬書店).

### Gebundelde essays
- (1925) - (zh)  Re feng 《熱風》 (Hete wind), Peiping (Beixin shuju) 北新 (北新書局).
- (1926) - (zh)  Huagai ji 《華蓋集》 (Ongelukkige sterren), Peiping (Beixin shuju), 北新 (北新书局), verzameling essays uit 1925.
  - (1926) - (zh)  Hua gai ji xu bian 《華蓋集續編》 (Vervolg op Ongelukkige sterren), Shanghai (Beixin shuju), 上海 (北新書局).
- (1927) - (zh)  Fen 《坟》 (Het graf), Peking (Weiming she), 北新 (未名社), verzameling essays, de meeste uit 1925.
- (1928) - (zh)  Er yi ji 《而已集》 (En dat is dat), Shanghai (Beixin shuju), 上海 (北新書局).
- (1932) - (zh)  Er xin ji 《二心集》 (Twee harten), Shanghai (He zhong shu dian).
- (1932) - (zh)  Sanxian ji 《三閒集》 (Drie vormen van ontspanning), Shanghai (Beixin shuju), 上海 (北新書局), 34 essays geschreven tussen 1927 en 1929.
- (1933) - (zh)  Wei zi you shu 《偽自由書》 (Foute vrijheid), Shanghai (Qingguang shuju), 上海 (青光書局).
- (1934) - (zh)  Zhun feng yue tan 《准風月談》 (Schijnliefdes) Shanghai (Xingzhong shuju), 上海 (興中書局), 64 essays.
- (1934) - (zh)  Nanqiang beidiao ji  《南腔北調集》 (Gemengde accenten), Shanghai (wenshu dian), 上海 (同文書店), 51 essays geschreven tussen 1932 en 1933.
- (1935) - (zh)  Jiwai ji 《集外集》 (Verzameling addenda), Shanghai (Qun zhong tu shu gong si), 上海 (羣衆圖書公司).
  - (1938) - (zh)  Jiwai ji shiyi 《集外集拾遺》 (Aanvulling op de verzameling addenda), Shanghai (Lu Xun quan ji chu ban she), 上海 (魯迅全集出版社).
  - (?) - (zh)  Jiwai ji shiyi bubian 《集外集拾遗补编》 (Verdere aanvulling op de verzameling addenda).
- (1936) - (zh)  Huabian wen xue 《花边文学》 (Op het randje van de literatuur), Shanghai (Lian hua shu ju), 上海 (聯華書局).
- (1937) - (zh)  Qiejieting zawen 《且介亭雜文》 (Essays uit een semi-concessie), Shanghai (Sanxian shuwu), 上海 (三閒書屋), 36 essays geschreven in 1934.
  - (1937) - (zh)  Qiejieting zawen er ji 《且介亭杂文二集》 (Essays uit een semi-concessie II), Shanghai (Sanxian shuwu), 上海 (三閒書屋), 48 essays geschreven in 1935.
  - (1937) - (zh)  Qiejieting zawen mo bian  《且介亭杂文末编》 (Essays uit een semi-concessie, laatste verzameling), Shanghai (Sanxian shuwu), 上海 (三閒書屋), 35 essays geschreven in 1935.

### Gebundelde brieven
- (1933) - (zh)  Liang di shu 《两地书》 (Brieven tussen twee), Shanghai (Qingguang shuju), 上海 (青光書局), brieven tussen maart 1925 en juni 1929 geschreven tussen Lu Xun en zijn (niet officiële) echtgenote Xu Guangping 许广平.
  - (2000) - (en)  Letters Between Two. Correspondence Between Lu Xun and Xu Guangping, Peking (Foreign Language Press), ISBN 711901997X. Engelse vertaling van Liang di shu door Bonnie S. McDougall.

### Compleet verzameld werk

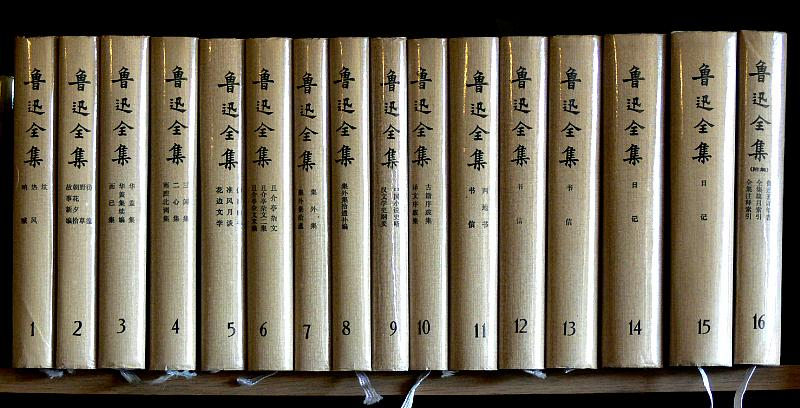
Compleet verzameld werk van Lu Xun (Editie 1981)